# Бас-Гулен
 Бас-Гулен  (фр. Basse-Goulaine) — коммуна на западе Франции, находится в регионе Пеи-де-ла-Луар, департамент Атлантическая Луара, округ Нант, кантон Сен-Себастьян-сюр-Луар. Расположена в 7 км к востоку от Нанта, на левом берегу реки Луара. Через территорию коммуны проходят автомагистрали E3 (N844) и E62 (N249).
Население (2017) — 9 036 человек.

## История
Бас-Гулен получил статус коммуны в ходе административной реформы 1789 года. Во время Великой Французской революции население коммуны, также как и соседнего Сен-Себастьяна, в подавляющем большинстве поддержало Вандейский мятеж. Республиканские войска восстановили военный контроль над коммуной в конце 1793 года, но только в 1796 году ситуация нормализовалась.

## Достопримечательности
- Менгир Пьер Фрит
- Приходская церковь Святого Бриса
- Усадьба и парк Ла-Грильоне
- Шато Лоне-Брюно XVIII века
- Шато Равелоньер XV века

## Экономика
Структура занятости населения:
- сельское хозяйство — 2,4 %
- промышленность — 5,9 %
- строительство — 5,4 %
- торговля, транспорт и сфера услуг — 62,7 %
- государственные и муниципальные службы — 23,5 %

Уровень безработицы (2017 год) — 8,2 % (Франция в целом — 13,4 %, департамент Атлантическая Луара — 11,6 %). 

Среднегодовой доход на 1 человека, евро (2017 год) — 26 510 (Франция в целом — 21 110, департамент Атлантическая Луара — 21 910).

## Демография
Динамика численности населения, чел.

## Администрация
Пост мэра Бас-Гулена с 2007 года занимает Ален Ве (Alain Vey). На муниципальных выборах 2020 года возглавляемый им правый блок победил в 1-м туре, получив 78,18 % голосов.
| Период | Период | Фамилия      | Партия                                                       | Примечания                             |
| ------ | ------ | ------------ | ------------------------------------------------------------ | -------------------------------------- |
| 1971   | 1977   | Мишель Арди  |                                                              | врач                                   |
| 1977   | 1983   | Поль Буэн    |                                                              |                                        |
| 1983   | 2007   | Серж Пуаньян | Объединение в поддержку Республики Союз за народное движение | депутат Национального собрания Франции |
| 2007   |        | Ален Ве      | Разные правые Независимый                                    | руководитель предприятия               |

## Города-побратимы
- Телаи, Германия

## Галерея

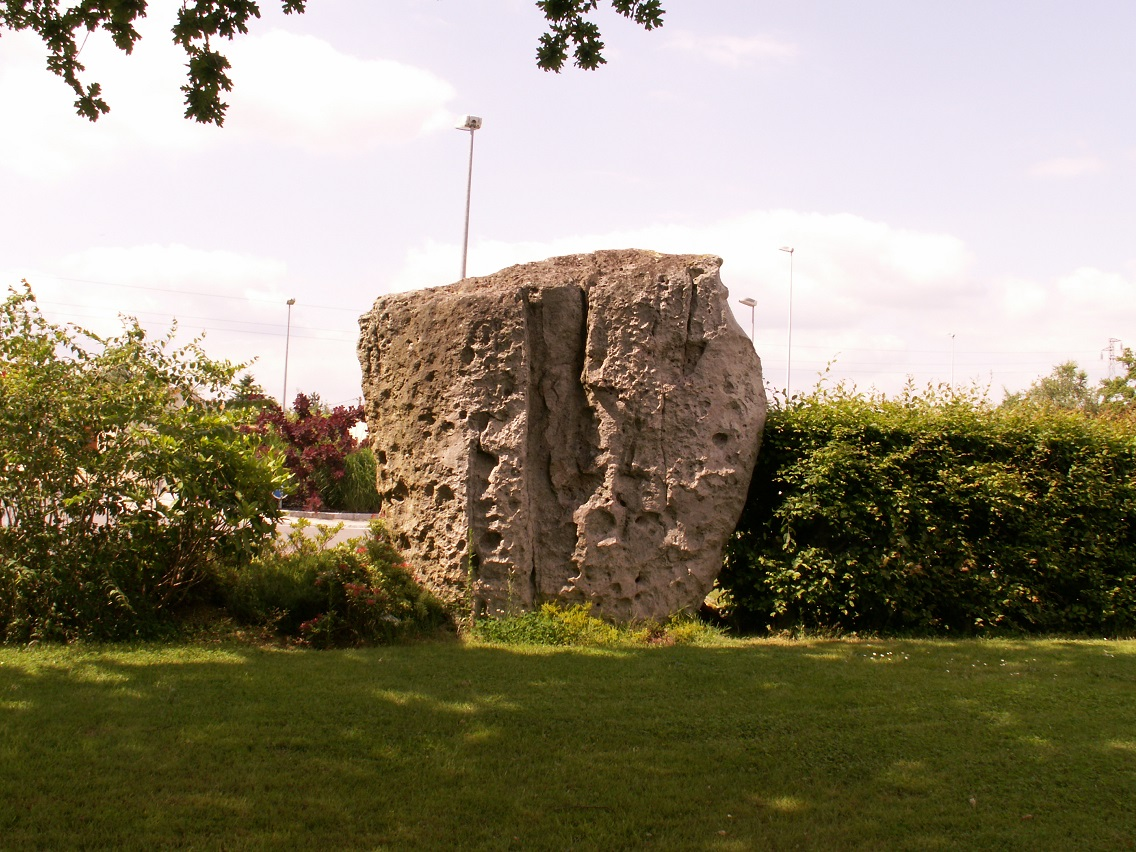
Менгир Пьер Фрит